# Melksham Without
 (septembre 2023).
Melksham Without est une paroisse civile du Wiltshire, en Angleterre.